# Araichthys loro
Araichthys loro – gatunek słodkowodnej ryby sumokształtnej z rodziny zbrojnikowatych (Loricariidae), jedyny przedstawiciel rodzaju Araichthys, zaliczony do Ancistrini.

## Zasięg występowania i ekologia
Endemit dorzecza Tapajós w stanie Mato Grosso w Brazylii. Okazy typowe złowiono w szybko płynącym strumieniu
12 m szerokości i 0,4-0,5 m głębokości, z nieregularnym, skalistym dnem porośniętym roślinami z rodziny zasennikowatych.

## Taksonomia
Gatunek opisany naukowo w 2016 z Rio Papagaio i jej dopływów w środkowej Brazylii przez brazylijskich ichtiologów C. H. Zawadzkiego, A. G. Bifiego i S. Mariotto. Analiza filogenetyczna cech morfologicznych wykazała, że Araichthys jest częścią monofiletycznej grupy, która obejmuje również Pseudolithoxus, Ancistrus i Lasiancistrus.

## Cechy charakterystyczne
A. loro odróżnia się od wszystkich innych rodzajów Ancistrini cechami płytek kostnych na ciele i głowie, odontodami samców w okresie rozrodczym i cechami osteologicznymi oraz brakiem płetwy tłuszczowej. Budową zewnętrzną najbardziej przypomina Neblinichthys peniculatus, od którego odróżnia go brak płetwy tłuszczowej – obecnej u wszystkich przedstawicieli rodzaju Neblinicthys.

## Długość ciała
Dorosłe osobniki osiągają maksymalnie 8,6 cm długości standardowej (SL).